# Liste der Olympiasieger im Reitsport

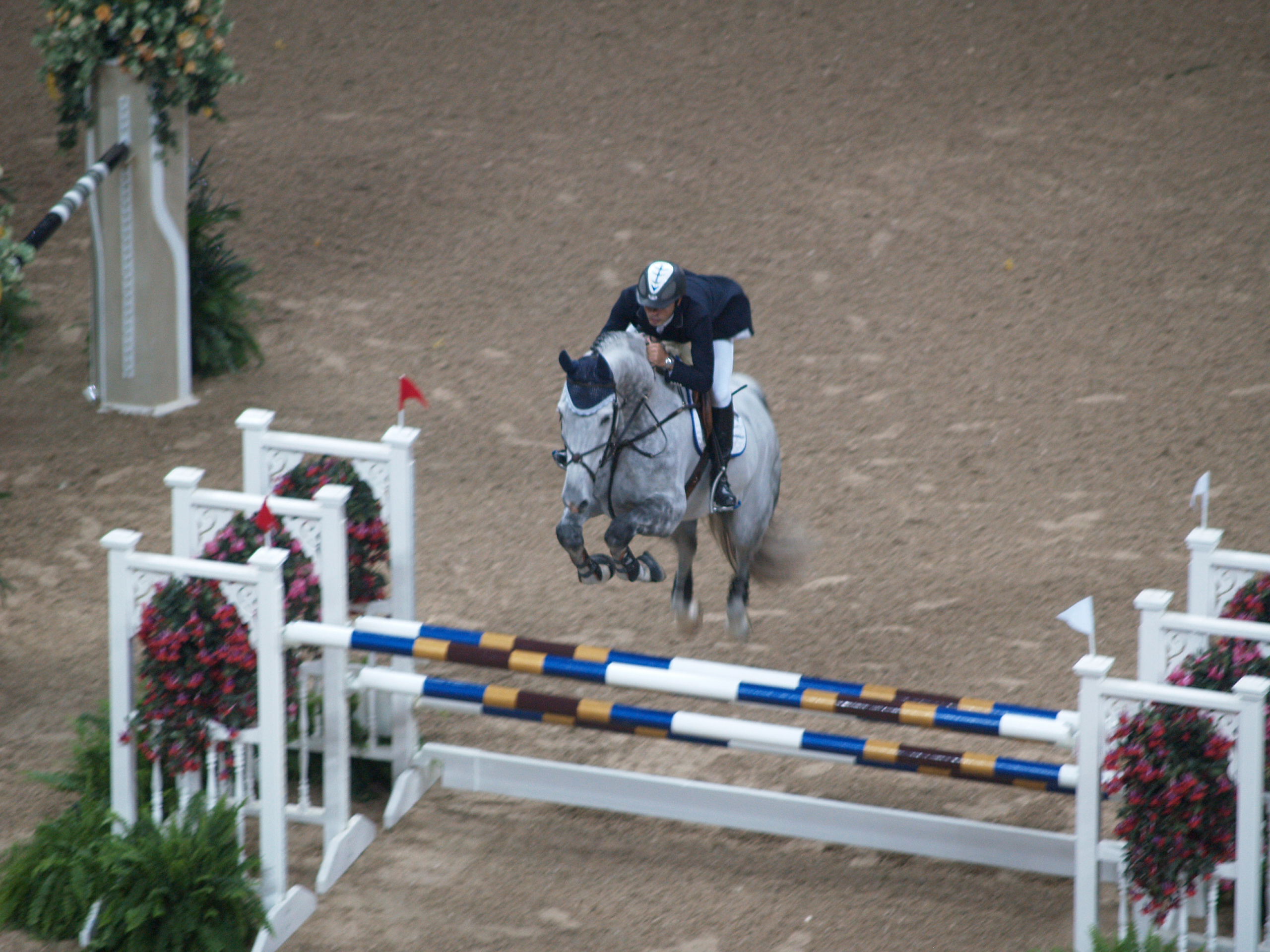
Rodrigo Pessoa (Springreiten)

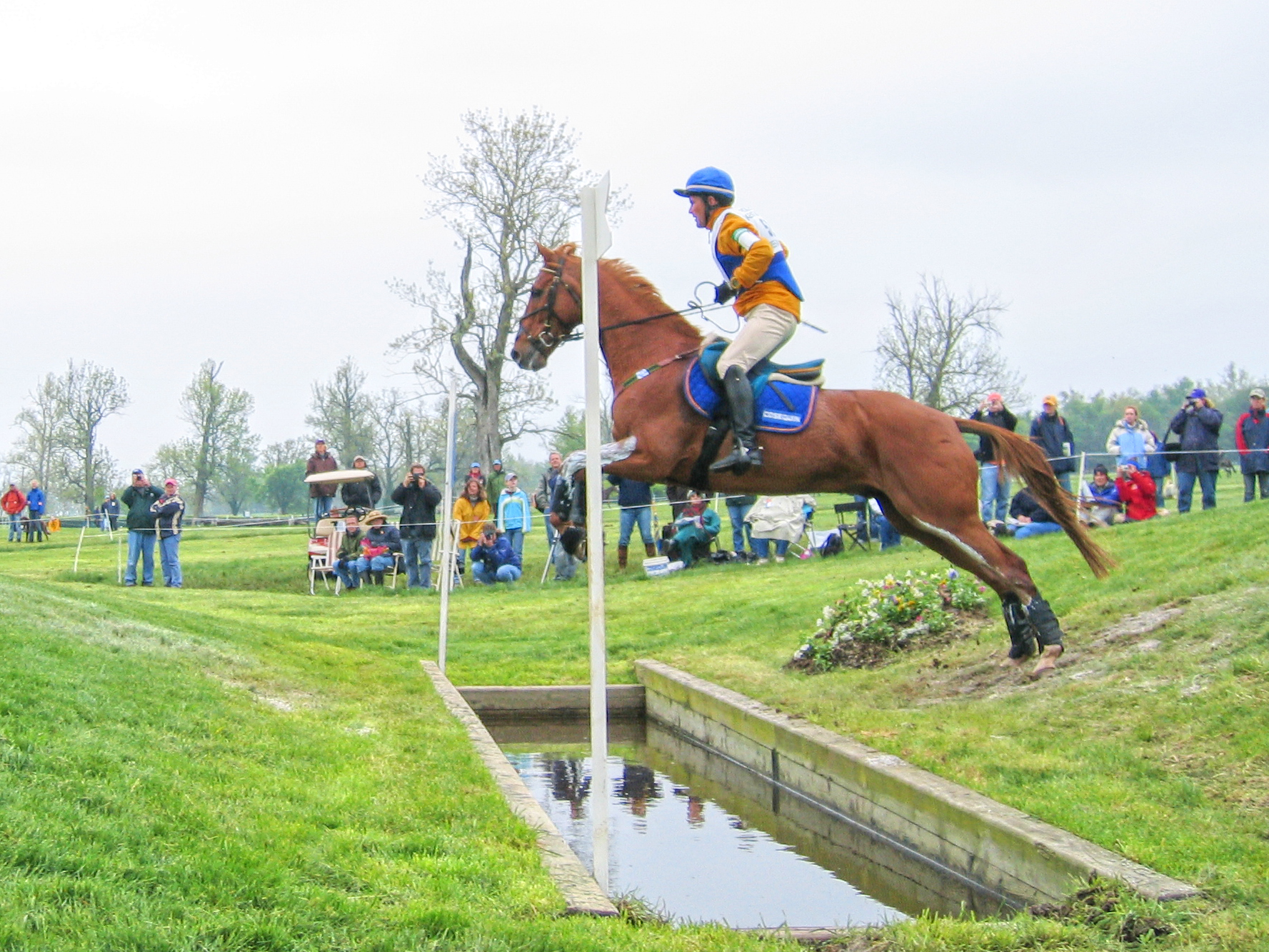
Phillip Dutton (Vielseitigkeit)

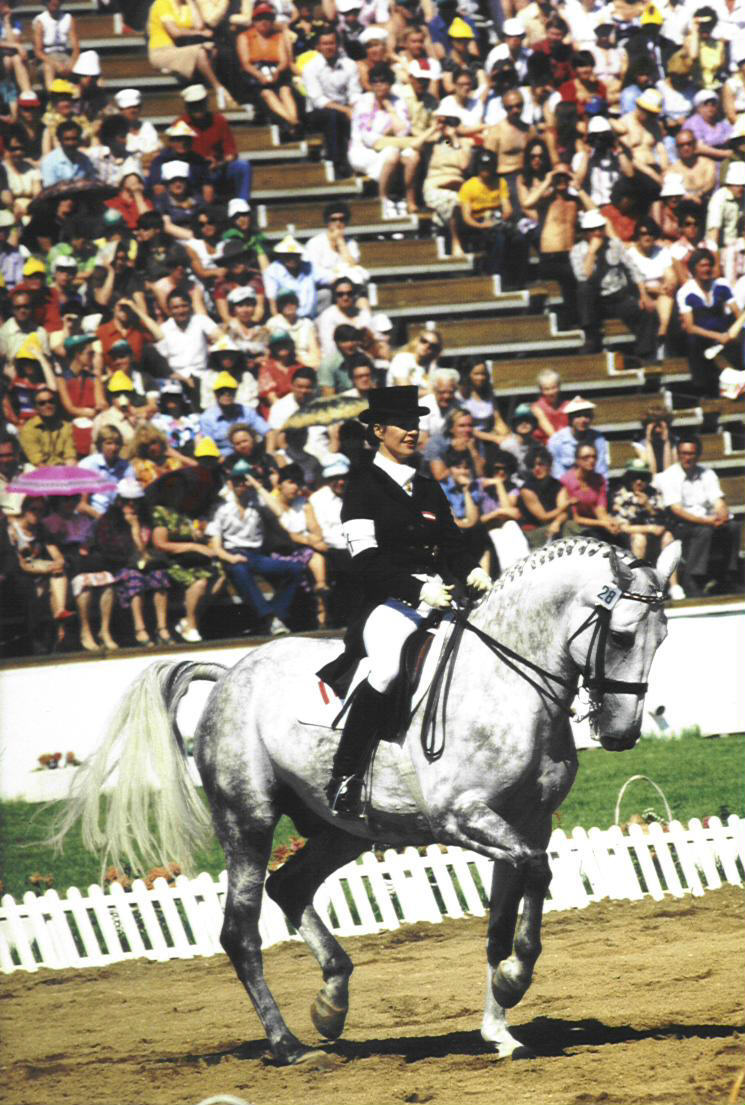
Elisabeth Theurer (Dressur)

Die Liste der Olympiasieger im Reitsport führt sämtliche Sieger sowie die Zweit- und Drittplatzierten der Reitsport-Wettbewerbe bei den Olympischen Sommerspielen auf, gegliedert nach den einzelnen Wettbewerben. Im weiteren Teil werden alle olympischen Medaillengewinner aufgelistet, die mindestens zwei Goldmedaillen haben. Den Abschluss bilden die einzelnen Nationenwertungen.
Da die erstmals 1952 startberechtigten Frauen seither stets gemeinsam mit Männern angetreten sind (sowohl in den Einzel-, als auch in den Mannschaftsdisziplinen), erfolgt keine Unterteilung nach Geschlechtern. Hinter den Namen der Reiter sind in Klammern jeweils die Namen der Pferde angegeben.
Bei den Olympischen Spielen 1900 wurden keine Goldmedaillen vergeben. Der Sieger erhielt eine Silber-, der Zweite eine Bronzemedaille, der Dritte ging leer aus. In der Liste wird dennoch das heute übliche Schema angewandt, damit alle Ergebnisse miteinander vergleichbar sind.

## Aktuelle Wettbewerbe
Die Wettbewerbe im Reitsport umfassen heute folgende Disziplinen:
- Dressur
  - Einzel seit 1912 mit 24 Wettbewerben
  - Mannschaft von 1928 bis 1956 und seit 1964 mit 21 Wettbewerben
- Springreiten
  - Einzel seit 1900 mit 26 Wettbewerben
  - Mannschaft von 1912 bis 1928 und seit 1936 mit 24 Wettbewerben
- Vielseitigkeit
  - Einzel seit 1912 mit 25 Wettbewerben
  - Mannschaft seit 1912 mit 25 Wettbewerben

### Dressur Einzel
| Olympia | Gold                                             | Silber                                | Bronze                                     |
| ------- | ------------------------------------------------ | ------------------------------------- | ------------------------------------------ |
| 1912    | Carl Bonde (Emperor)                             | Gustaf Adolf Boltenstern sr. (Neptun) | Hans von Blixen-Finecke sr. (Maggie)       |
| 1920    | Janne Lundblad (Uno)                             | Bertil Sandström (Sabel)              | Hans von Rosen (Running Sister)            |
| 1924    | Ernst Linder (Piccolomini)                       | Bertil Sandström (Sabel)              | Xavier Lesage (Plumarol)                   |
| 1928    | Carl-Friedrich Freiherr von Langen (Draufgänger) | Charles Marion (Linon)                | Ragnar Olson (Günstling)                   |
| 1932    | Xavier Lesage (Taine)                            | Charles Marion (Linon)                | Hiram Tuttle (Olympic)                     |
| 1936    | Heinz Pollay (Kronos)                            | Friedrich Gerhard (Absinth)           | Alois Podhajsky (Nero)                     |
| 1948    | Hans Moser (Hummer)                              | André Jousseaume (Harpagon)           | Gustaf Adolf Boltenstern jr. (Trumpf)      |
| 1952    | Henri Saint Cyr (Master Rufus)                   | Lis Hartel (Jubilee)                  | André Jousseaume (Harpagon)                |
| 1956    | Henri Saint Cyr (Juli)                           | Lis Hartel (Jubilee)                  | Liselott Linsenhoff (Adular)               |
| 1960    | Sergei Filatow (Absent)                          | Gustav Fischer (Wald)                 | Josef Neckermann (Asbach)                  |
| 1964    | Henri Chammartin (Woermann)                      | Harry Boldt (Remus)                   | Sergei Filatow (Absent)                    |
| 1968    | Iwan Kisimow (Ichor)                             | Josef Neckermann (Mariano)            | Reiner Klimke (Dux)                        |
| 1972    | Liselott Linsenhoff (Piaff)                      | Jelena Petuschkowa (Pepel)            | Josef Neckermann (Venetia)                 |
| 1976    | Christine Stückelberger (Granat)                 | Harry Boldt (Woycek)                  | Reiner Klimke (Mehmed)                     |
| 1980    | Elisabeth Theurer (Mon Cherie)                   | Jurij Kowschow (Igrok)                | Wiktor Ugrjumow (Shkwal)                   |
| 1984    | Reiner Klimke (Ahlerich)                         | Anne Grethe Jensen (Marzog)           | Otto Hofer (Limandus)                      |
| 1988    | Nicole Uphoff (Rembrandt)                        | Margit Otto-Crépin (Corlandus)        | Christine Stückelberger (Gauguin de Lully) |
| 1992    | Nicole Uphoff (Rembrandt)                        | Isabell Werth (Gigolo FRH)            | Klaus Balkenhol (Goldstern)                |
| 1996    | Isabell Werth (Gigolo FRH)                       | Anky van Grunsven (Bonfire)           | Sven Rothenberger (Weyden)                 |
| 2000    | Anky van Grunsven (Bonfire)                      | Isabell Werth (Gigolo FRH)            | Ulla Salzgeber (Rusty)                     |
| 2004    | Anky van Grunsven (Salinero)                     | Ulla Salzgeber (Rusty)                | Beatriz Ferrer-Salat (Beauvalais)          |
| 2008    | Anky van Grunsven (Salinero)                     | Isabell Werth (Satchmo)               | Heike Kemmer (Bonaparte)                   |
| 2012    | Charlotte Dujardin (Valegro)                     | Adelinde Cornelissen (Parzival)       | Laura Bechtolsheimer (Mistral Hojris)      |
| 2016    | Charlotte Dujardin (Valegro)                     | Isabell Werth (Weihegold OLD)         | Kristina Bröring-Sprehe (Desperados FRH)   |
| 2020    | Jessica von Bredow-Werndl (TSF Dalera BB)        | Isabell Werth (Bella Rose 2)          | Charlotte Dujardin (Gio)                   |
| 2024    | Jessica von Bredow-Werndl (TSF Dalera BB)        | Isabell Werth (Wendy)                 | Charlotte Fry (Glamourdale)                |

### Dressur Mannschaft
| Olympia | Gold | Silber | Bronze |
| ------- | --- | --- | --- |
| 1928    | Deutsches Reich Carl-Friedrich von Langen (Draufgänger) Hermann Linkenbach (Gimpel) Eugen von Lotzbeck (Caracalla)                              | Schweden Carl Bonde (Ingo) Janne Lundblad (Blackmar) Ragnar Olson (Günstling)                                                | Niederlande Gerard le Heux (Valérine) Jan van Reede (Hans) Pierre Versteegh (His Excellence)                              |
| 1932    | Frankreich André Jousseaume (Sorelta) Xavier Lesage (Taine) Charles Marion (Linon)                                                              | Schweden Gustaf Adolf Boltenstern jr. (Ingo) Thomas Byström (Gulliver) Bertil Sandström (Kreta)                              | Vereinigte Staaten Isaac Kitts (American Lady) Alvin Moore (Water Pat) Hiram Tuttle (Olympic)                             |
| 1936    | Deutsches Reich Friedrich Gerhard (Absinth) Heinz Pollay (Kronos) Hermann von Oppeln-Bronikowski (Gimpel)                                       | Frankreich Gérard de Balorre (Debaucheur) Daniel Gillois (Nicolas) André Jousseaume (Favorite)                               | Schweden Gregor Adlercreutz (Teresina) Sven Colliander (Kål XX) Folke Sandström (Pergola)                                 |
| 1948    | Frankreich Maurice Buret (Saint Quen) André Jousseaume (Harpagon) Jean Saint-Fort Paillard (Sous les Ceps)                                      | Vereinigte Staaten Robert Borg (Klingson) Frank Henry (Reno Overdo) Earl Foster Thomson (Pancraft)                           | Portugal Luís Mena e Silva (Fascinante) Fernando Paes (Matamas) Francisco Valadas (Felitiço)                              |
| 1952    | Schweden Gustaf Adolf Boltenstern jr. (Krest) Gehnäll Persson (Knaust) Henri Saint Cyr (Master Rufus)                                           | Schweiz Henri Chammartin (Woehler) Gustav Fischer (Soliman) Gottfried Trachsel (Kursus)                                      | BR Deutschland Heinz Pollay (Adular) Fritz Thiedemann (Chronist XX) Ida von Nagel (Afrika)                                |
| 1956    | Schweden Gustaf Adolf Boltenstern jr. (Krest) Gehnäll Persson (Knaust) Henri Saint Cyr (Juli)                                                   | Deutschland Liselott Linsenhoff (Adular) Anneliese Küppers (Afrika) Hannelore Weygand (Perkunos)                             | Schweiz Henri Chammartin (Woehler) Gustav Fischer (Vasello) Gottfried Trachsel (Kursus)                                   |
| 1964    | Deutschland Harry Boldt (Remus) Reiner Klimke (Dux) Josef Neckermann (Antoinette)                                                               | Schweiz Henri Chammartin (Woermann) Gustav Fischer (Wald) Marianne Gossweiler (Stephan)                                      | Sowjetunion Sergei Filatow (Absent) Iwan Kisimow (Ichor) Iwan Kalita (Moar)                                               |
| 1968    | BR Deutschland Liselott Linsenhoff (Piaff) Reiner Klimke (Dux) Josef Neckermann (Mariano)                                                       | Sowjetunion Iwan Kalita (Absent) Iwan Kisimow (Ichor) Jelena Petuschkowa (Pepel)                                             | Schweiz Henri Chammartin (Wolfdietrich) Gustav Fischer (Wald) Marianne Gossweiler (Stephan)                               |
| 1972    | Sowjetunion Iwan Kalita (Tarif) Iwan Kisimow (Ichor) Jelena Petuschkowa (Pepel)                                                                 | BR Deutschland Liselott Linsenhoff (Piaff) Josef Neckermann (Venetia) Karin Schlüter (Liostro)                               | Schweden Ulla Håkansson (Ajax) Ninna Swaab (Casanova) Maud von Rosen (Lucky Boy)                                          |
| 1976    | BR Deutschland Harry Boldt (Woycek) Gabriela Grillo (Ultimo) Reiner Klimke (Mehmed)                                                             | Schweiz Ulrich Lehmann (Widin) Doris Ramseier (Roch) Christine Stückelberger (Granat)                                        | Vereinigte Staaten Hilda Gurney (Keen) Edith Master (Dahlwitz) Dorothy Morkis (Monaco)                                    |
| 1980    | Sowjetunion Jurij Kowschow (Igrok) Wira Missewytsch (Plot) Wiktor Ugrjumow (Schkwal)                                                            | Bulgarien Petar Mandadschiew (Stschibor) Swetoslaw Iwanow (Aleko) Georgi Gadschew (Wnimatelen)                               | Rumänien Anghelache Donescu (Dor) Petre Roşca (Derbist) Dumitru Velicu (Decebal)                                          |
| 1984    | BR Deutschland Reiner Klimke (Ahlerich) Herbert Krug (Muscadeur) Uwe Sauer (Montevideo)                                                         | Schweiz Amy-Cathérine de Bary (Aintree) Otto Hofer (Limandus) Christine Stückelberger (Tansanit)                             | Schweden Ingamay Bylund (Aleks) Ulla Håkansson (Flamingo) Louise Nathhorst (Inferno)                                      |
| 1988    | BR Deutschland Ann Kathrin Linsenhoff (Courage 10) Reiner Klimke (Ahlerich) Monica Theodorescu (Ganimedes) Nicole Uphoff (Rembrandt)            | Schweiz Otto Hofer (Andiamo) Daniel Ramseier (Random) Samuel Schatzmann (Rochus) Christine Stückelberger (Gauguin de Lully)  | Kanada Cynthia Ishoy (Dynasty) Ashley Nicoll (Reipo) Eva Maria Pracht (Emirage) Gina Smith (Malte)                        |
| 1992    | Deutschland Klaus Balkenhol (Goldstern) Monica Theodorescu (Grunox) Nicole Uphoff (Rembrandt) Isabell Werth (Gigolo FRH)                        | Niederlande Tineke Bartels (Courage) Ellen Bontje (Larius) Annemarie Sanders (Montreux) Anky van Grunsven (Bonfire)          | Vereinigte Staaten Charlotte Bredahl (Monsieur) Robert Dover (Lectron) Carol Lavell (Gifted) Michael Poulin (Graf George) |
| 1996    | Deutschland Klaus Balkenhol (Goldstern) Martin Schaudt (Durgo 2) Monica Theodorescu (Grunox) Isabell Werth (Gigolo FRH)                         | Niederlande Tineke Bartels (Barbria) Gonnelien Rothenberger (Dondolo) Sven Rothenberger (Weyden) Anky van Grunsven (Bonfire) | Vereinigte Staaten Robert Dover (Metallic) Michelle Gibson (Peron) Steffen Peters (Udon) Guenter Seidel (Graf George)     |
| 2000    | Deutschland Nadine Capellmann (Farbenfroh) Ulla Salzgeber (Rusty) Alexandra Simons (Chacomo) Isabell Werth (Gigolo FRH)                         | Niederlande Ellen Bontje (Silvano) Arjen Teeuwissen (Goliath) Coby van Baalen (Ferro) Anky van Grunsven (Bonfire)            | Vereinigte Staaten Susan Blinks (Flim Flam) Robert Dover (Ranier) Guenter Seidel (Foltaire) Christine Traurig (Etienne)   |
| 2004    | Deutschland Heike Kemmer (Bonaparte) Ulla Salzgeber (Rusty) Martin Schaudt (Weltall) Hubertus Schmidt (Wansuela Suerte)                         | Spanien Beatriz Ferrer-Salat (Beauvalais) Juan Antonio Jimenez (Guizo) Ignacio Rambla (Oleaje) Rafael Soto Andrade (Invasor) | Vereinigte Staaten Robert Dover (Kennedy) Debbie McDonald (Brentina) Guenter Seidel (Aragon) Lisa Wilcox (Relevant 5)     |
| 2008    | Deutschland Heike Kemmer (Bonaparte) Nadine Capellmann (Elvis VA) Isabell Werth (Satchmo)                                                       | Niederlande Hans Peter Minderhoud (Nadine) Imke Schellekens-Bartels (Sunrise) Anky van Grunsven (Salinero)                   | Dänemark Anne van Olst (Clearwater) Nathalie zu Sayn-Wittgenstein-Berleburg (Digby) Andreas Helgstrand (Don Schufro)      |
| 2012    | Großbritannien Charlotte Dujardin (Valegro) Carl Hester (Uthopia) Laura Bechtolsheimer (Mistral Hojris)                                         | Deutschland Dorothee Schneider (Diva Royal) Kristina Sprehe (Desperados) Helen Langehanenberg (Damon Hill)                   | Niederlande Anky van Grunsven (Salinero) Edward Gal (Undercover) Adelinde Cornelissen (Parzival)                          |
| 2016    | Deutschland Sönke Rothenberger (Cosmo) Dorothee Schneider (Showtime FRH) Kristina Bröring-Sprehe (Desperados FRH) Isabell Werth (Weihegold OLD) | Großbritannien Spencer Wilton (Super Nova II) Fiona Bigwood (Orthilia) Carl Hester (Nip Tuck) Charlotte Dujardin (Valegro)   | Vereinigte Staaten Allison Brock (Rosevelt) Kasey Perry-Glass (Dublet) Steffen Peters (Legolas) Laura Graves (Verdades)   |
| 2020    | Deutschland Jessica von Bredow-Werndl (TSF Dalera BB) Dorothee Schneider (Showtime FRH) Isabell Werth (Bella Rose 2)                            | Vereinigte Staaten Sabine Schut-Kery (Sanceo) Adrienne Lyle (Salvino) Steffen Peters (Suppenkasper)                          | Großbritannien Charlotte Fry (Everdale) Carl Hester (En Vogue) Charlotte Dujardin (Gio)                                   |
| 2024    | Deutschland Frederic Wandres (Bluetooth OLD) Isabell Werth (Wendy) Jessica von Bredow-Werndl (TSF Dalera BB)                                    | Dänemark Daniel Bachmann Andersen (Vayron) Nanna Skodborg Merrald (Zepter) Cathrine Laudrup-Dufour (Freestyle)               | Großbritannien Becky Moody (Jagerbomb) Carl Hester (Fame) Charlotte Fry (Glamourdale)                                     |

### Springreiten Einzel
| Olympia | Gold                                  | Silber                                 | Bronze                                  |
| ------- | ------------------------------------- | -------------------------------------- | --------------------------------------- |
| 1900    | Aimé Haegeman (Benton II)             | Georges van der Poele (Windsor Squire) | Louis de Champsavin (Terpsichore)       |
| 1912    | Jean Cariou (Mignon)                  | Rabod von Kröcher (Dohna)              | Emmanuel de Blommaert (Clonmore)        |
| 1920    | Tommaso Lequio di Assaba (Trebecco)   | Alessandro Valerio (Cento)             | Carl Gustaf Lewenhaupt (Mon Coeur)      |
| 1924    | Alphonse Gemuseus (Lucette)           | Tommaso Lequio di Assaba (Trebecco)    | Adam Królikiewicz (Picador)             |
| 1928    | František Ventura (Eliot)             | Pierre Bertran de Balanda (Papillon)   | Charles-Gustave Kuhn (Pepita)           |
| 1932    | Takeichi Nishi (Uranus)               | Harry Chamberlin (Show Girl)           | Clarence von Rosen (Empire)             |
| 1936    | Kurt Hasse (Tora)                     | Henri Rang (Delfis)                    | József Platthy (Sellő)                  |
| 1948    | Humberto Mariles (Arete)              | Rubén Uriza (Harvey)                   | Jean-François d’Orgeix (Sucre de Pomme) |
| 1952    | Pierre Jonquères d’Oriola (Ali Baba)  | Óscar Cristi (Bambi)                   | Fritz Thiedemann (Meteor)               |
| 1956    | Hans Günter Winkler (Halla)           | Raimondo D’Inzeo (Merano)              | Piero D’Inzeo (Uruguay)                 |
| 1960    | Raimondo D’Inzeo (Posillipo)          | Piero D’Inzeo (The Rock)               | David Broome (Sunsalve)                 |
| 1964    | Pierre Jonquères d’Oriola (Lutteur B) | Hermann Schridde (Dozent II)           | Peter Robeson (Firecrest)               |
| 1968    | William Steinkraus (Snowbound)        | Marion Coakes (Stroller)               | David Broome (Mr. Softee)               |
| 1972    | Graziano Mancinelli (Ambassador)      | Ann Moore (Psalm)                      | Neal Shapiro (Sloopy)                   |
| 1976    | Alwin Schockemöhle (Warwick Rex)      | Michel Vaillancourt (Branch Country)   | François Mathy (Gai Luron)              |
| 1980    | Jan Kowalczyk (Artemor)               | Nikolai Korolkow (Espadron)            | Joaquín Pérez (Alymony)                 |
| 1984    | Joe Fargis (Touch of Class)           | Conrad Homfeld (Abdullah)              | Heidi Robbiani (Jessica V)              |
| 1988    | Pierre Durand (Jappeloup)             | Gregory Best (Gem Twist)               | Karsten Huck (Nepomuk 8)                |
| 1992    | Ludger Beerbaum (Classic Touch)       | Piet Raijmakers (Ratina Z)             | Norman Dello Joio (Irish)               |
| 1996    | Ulrich Kirchhoff (Jus de Pommes)      | Willi Melliger (Calvaro V)             | Alexandra Ledermann (Rochet M)          |
| 2000    | Jeroen Dubbeldam (De Sjiem)           | Albert Voorn (Lando)                   | Chalid al-'Aid (Kashm Al Aan)           |
| 2004    | Rodrigo Pessoa (Baloubet du Rouet)    | Chris Kappler (Royal Kaliber)          | Marco Kutscher (Montender)              |
| 2008    | Eric Lamaze (Hickstead)               | Rolf-Göran Bengtsson (Ninja)           | Beezie Madden (Authentic)               |
| 2012    | Steve Guerdat (Nino des Buissonnets)  | Gerco Schröder (London)                | Cian O’Connor (Blue Loyd 12)            |
| 2016    | Nick Skelton (Big Star)               | Peder Fredricson (All In)              | Eric Lamaze (Fine Lady)                 |
| 2020    | Ben Maher (Explosion W)               | Peder Fredricson (All In)              | Maikel van der Vleuten (Beauville Z)    |
| 2024    | Christian Kukuk (Checker 47)          | Steve Guerdat (Dynamix de Belheme)     | Maikel van der Vleuten (Beauville Z)    |

### Preis der Nationen (Springreiten Mannschaft)
| Olympia | Gold | Silber | Bronze |
| ------- | --- | --- | --- |
| 1912    | Schweden Gustaf Lewenhaupt (Medusa) Gustaf Kilman (Gåtan) Hans von Rosen (Lord Iron) Fredrik Rosencrantz (Drabant)                                           | Frankreich Jean Cariou (Mignon) Pierre Dufour d’Astafort (Amazone) Ernest Meyer (Allons-y) Albert Seigner (Cocotte)                             | Deutsches Reich Ernst Deloch (Hubertus) Sigismund Freyer (Ultimus) Wilhelm von Hohenau (Pretty Girl) Friedrich Karl von Preußen (Gibson Boy)               |
| 1920    | Schweden Claës König (Tresor) Frank Martin (Kohort) Daniel Norling (Eros II) Hans von Rosen (Poor Boy)                                                       | Belgien André Coumans (Lisette) Henri Laame (Biscuit) Herman de Gaiffier d’Hestroy (Miss) Herman d’Oultremont (Lord Kitchener)                  | Italien Alessandro Alvisi (Reggio di Sole) Carlo Asinari (Varone) Ettore Caffaratti (Tradittore) Giulio Cacciandra (Fortunello)                            |
| 1924    | Schweden Åge Lundström (Anvers) Axel Ståhle (Cecil) Åke Thelning (Loke)                                                                                      | Schweiz Hans Bühler (Sailor Boy) Alphonse Gemuseus (Lucette) Werner Stuber (Girandole)                                                          | Portugal Aníbal d’Almeida (Reginald) José Mouzinho de Albuquerque (Hertugo) Hélder de Souza (Avro)                                                         |
| 1928    | Spanien José Navarro Morenes (Zapatazo) José Álvarez de Bohórquez (Zalamero) Julio García Fernández (Revistade)                                              | Polen Michał Antoniewicz (Readgleadt) Kazimierz Gzowski (Mylord) Kazimierz Szosland (Ali)                                                       | Schweden Carl Björnstjerna (Kornett) Ernst Hallberg (Loke) Karl Hansen (Gerold)                                                                            |
| 1936    | Deutsches Reich Heinz Brandt (Alchimist) Kurt Hasse (Tora) Marten von Barnekow (Nordland)                                                                    | Niederlande Johan Greter (Ernica) Henri van Schaik (Santa Bell) Jan de Bruine (Trixie)                                                          | Portugal José Beltrão (Biscuit) Luís Mena e Silva (Fossette) Domingos de Sousa Coutinho (Merle Blanc)                                                      |
| 1948    | Mexiko Humberto Mariles (Arete) Rubén Uriza (Harvey) Alberto Valdés (Chihuahua)                                                                              | Spanien Marcelino Gavilán (Forajido) Jaime García (Bizarro) José Navarro Morenes (Quórum)                                                       | Großbritannien Arthur Carr (Monty) Harry Llewellyn (Foxhunter) Henry Nicoll (Kilgeddin)                                                                    |
| 1952    | Großbritannien Harry Llewellyn (Foxhunter) Douglas Stewart (Aherlow) Wilfred White (Nizefela)                                                                | Chile Óscar Cristi (Bambi) Ricardo Echeverría (Lindo Peal) César Mendoza (Pillán)                                                               | Vereinigte Staaten Arthur McCashin (Miss Budweiser) John Russell (Democrat) William Steinkraus (Hollandia)                                                 |
| 1956    | Deutschland Alfons Lütke-Westhues (Ala) Fritz Thiedemann (Meteor) Hans Günter Winkler (Halla)                                                                | Italien Piero D’Inzeo (Uruguay) Raimondo D’Inzeo (Merano) Salvatore Oppes (Pagoro)                                                              | Großbritannien Peter Robeson (Scorchin) Pat Smythe (Flanagan) Wilfred White (Nizefela)                                                                     |
| 1960    | Deutschland Alwin Schockemöhle (Ferdl) Fritz Thiedemann (Meteor) Hans Günter Winkler (Halla)                                                                 | Vereinigte Staaten Frank Chapot (Trail Guide) George H. Morris (Sinjon) William Steinkraus (Ksar d'Esprit)                                      | Italien Piero D’Inzeo (The Rock) Raimondo D’Inzeo (Posillipo) Antonio Oppes (The Scholar)                                                                  |
| 1964    | Deutschland Kurt Jarasinski (Toro) Hermann Schridde (Dozent II) Hans Günter Winkler (Fidelita)                                                               | Frankreich Pierre Jonquères d’Oriola (Lutteur B) Guy Lefrant (Monsieur de Littry) Janou Lefèbvre (Kernavo D)                                    | Italien Piero D’Inzeo (Sunbeam) Raimondo D’Inzeo (Posillipo) Graziano Mancinelli (Rockette)                                                                |
| 1968    | Kanada James Day (Canadian Club) James Elder (The Immigrant) Thomas Gayford (Big Dee)                                                                        | Frankreich Pierre Jonquères d’Oriola (Nagir) Janou Lefèbvre (Rocket) Jean Rozier (Quo Vadis)                                                    | BR Deutschland Alwin Schockemöhle (Donald Rex) Hermann Schridde (Dozent II) Hans Günter Winkler (Enigk)                                                    |
| 1972    | BR Deutschland Fritz Ligges (Robin) Hartwig Steenken (Simona) Gerd Wiltfang (Askan) Hans Günter Winkler (Trophy)                                             | Vereinigte Staaten Frank Chapot (White Lightning) Kathryn Kusner (Fleet Apple) Neal Shapiro (Sloopy) William Steinkraus (Main Spring)           | Italien Piero D’Inzeo (Easter Light) Raimondo D’Inzeo (Fiorello) Graziano Mancinelli (Ambassador) Vittorio Orlandi (Fulmer Feather)                        |
| 1976    | Frankreich Hubert Parot (Rivage) Michel Roche (Un Espoir) Marc Roguet (Belle de Mars) Jean-Marcel Rozier (Bayard de Maupas)                                  | BR Deutschland Alwin Schockemöhle (Warwick Rex) Paul Schockemöhle (Agent) Sönke Sönksen (Kwept) Hans Günter Winkler (Trophy)                    | Belgien Edgar Cüpper (Le Champion) François Mathy (Gai Luron) Eric Wauters (Gute Sitte) Stanny Van Paesschen (Porsche)                                     |
| 1980    | Sowjetunion Wiktor Asmajew (Reis) Nikolai Korolkow (Espadron) Wyktor Pohanowskyj (Topski) Wjatscheslaw Tschukanow (Gepatit)                                  | Polen Janusz Bobik (Szampan) Wiesław Hartman (Norton) Jan Kowalczyk (Artemor) Marian Kozicki (Bremen)                                           | Mexiko Jesús Gómez (Massacre) Joaquín Pérez (Alymony) Gerardo Tazzer (Caribe) Alberto Valdés (Lady Mirka)                                                  |
| 1984    | Vereinigte Staaten Leslie Burr-Howard (Albany) Joe Fargis (Touch of Class) Conrad Homfeld (Abdullah) Melanie Smith (Calypso)                                 | Großbritannien Timothy Grubb (Linky) John Whitaker (Ryans Son) Michael Whitaker (Overton Amanda) Steven Smith (Shining Example)                 | BR Deutschland Fritz Ligges (Ramzes) Peter Luther (Livius) Paul Schockemöhle (Deister) Franke Sloothaak (Farmer)                                           |
| 1988    | BR Deutschland Ludger Beerbaum (The Freak) Wolfgang Brinkmann (Pedro) Dirk Hafemeister (Orchidee) Franke Sloothaak (Walzerkönig)                             | Vereinigte Staaten Gregory Best (Gem Twist) Joe Fargis (Mill Pearl) Lisa Ann Jacquin (For the Moment) Anne Kursinski (Starman)                  | Frankreich Hubert Bourdy (Morgat) Pierre Durand (Jappeloup) Frédéric Cottier (Flambeau C) Michel Robert (La Fayette)                                       |
| 1992    | Niederlande Jos Lansink (Egano) Piet Raijmakers (Ratina Z) Bert Romp (Waldo E) Jan Tops (Top Gun)                                                            | Österreich Boris Boor (Love Me Tender) Thomas Frühmann (Genius) Jörg Münzner (Graf Grande) Hugo Simon (Apricot D)                               | Frankreich Hubert Bourdy (Razzia) Hervé Godignon (Quidam de Revel) Éric Navet (Quito de Baussy) Michel Robert (Nonix)                                      |
| 1996    | Deutschland Ludger Beerbaum (Ratina Z) Ulrich Kirchhoff (Jus de Pommes) Lars Nieberg (For Pleasure) Franke Sloothaak (Joli Coeur)                            | Vereinigte Staaten Leslie Burr-Howard (Extreme) Anne Kursinski (Eros) Peter Leone (Legato) Michael Matz (Rhum)                                  | Brasilien Luiz Felipe de Azevedo (Cassiana) André Johannpeter (Calei) Álvaro Affonso de Miranda Neto (Aspen) Rodrigo Pessoa (Tomboy)                       |
| 2000    | Deutschland Otto Becker (Dobel's Cento) Ludger Beerbaum (Goldfever) Marcus Ehning (For Pleasure) Lars Nieberg (Esprit FRH)                                   | Schweiz Markus Fuchs (Tinka’s Boy) Beat Mändli (Pozitano) Lesley McNaught (Dulf) Willi Melliger (Calvaro V)                                     | Brasilien Luiz Felipe de Azevedo (Ralph) André Johannpeter (Calei) Álvaro Affonso de Miranda Neto (Aspen) Rodrigo Pessoa (Baloubet du Rouet)               |
| 2004    | Vereinigte Staaten Chris Kappler (Royal Kaliber) Beezie Madden (Authentic) McLain Ward (Sapphire) Peter Wylde (Fein Cera)                                    | Schweden Malin Baryard-Johnsson (Butterfly Flip) Rolf-Göran Bengtsson (MacKinley) Peter Eriksson (Cardento) Peder Fredericson (Magic Bengtsson) | Deutschland Christian Ahlmann (Cöster) Otto Becker (Dobel's Cento) Marco Kutscher (Montender)                                                              |
| 2008    | Vereinigte Staaten McLain Ward (Sapphire) Laura Kraut (Cedric) Will Simpson (Carlson vom Dach) Beezie Madden (Authentic)                                     | Kanada Jill Henselwood (Special Ed) Eric Lamaze (Hickstead) Ian Millar (In Style) Mac Cone (Ole)                                                | Schweiz Christina Liebherr (No Mercy) Pius Schwizer (Nobless M) Niklaus Schurtenberger (Cantus) Steve Guerdat (Jalisca Solier)                             |
| 2012    | Großbritannien Nick Skelton (Big Star) Ben Maher (Tripple X) Scott Brash (Hello Sanctos) Peter Charles (Vindicat)                                            | Niederlande Gerco Schröder (London) Maikel van der Vleuten (Verdi) Jur Vrieling (Bubalu) Marc Houtzager (Tamino)                                | Saudi-Arabien Ramzy al-Duhami (Bayard van de Villa Theresia) Abdullah Al Saud (Davos) Kamal Bahamdan (Noblesse des Tess) Abdullah asch-Scharbatly (Sultan) |
| 2016    | Frankreich Philippe Rozier (Rahotep de Toscane) Kevin Staut (Reveur de Hurtebise) Roger-Yves Bost (Sydney Une Prince) Pénélope Leprevost (Flora de Mariposa) | Vereinigte Staaten Kent Farrington (Voyeur) Lucy Davis (Barron) McLain Ward (Azur) Beezie Madden (Cortes'C')                                    | Deutschland Christian Ahlmann (Taloubet Z) Meredith Michaels-Beerbaum (Fibonacci) Daniel Deußer (First Class) Ludger Beerbaum (Casello)                    |
| 2020    | Schweden Henrik von Eckermann (King Edward) Malin Baryard-Johnsson (Indiana) Peder Fredricson (All In)                                                       | Vereinigte Staaten Laura Kraut (Baloutinue) Jessica Springsteen (Don Juan van de Donkhoeve) McLain Ward (Contagious)                            | Belgien Pieter Devos (Claire Z) Jérôme Guery (Quel Homme de Hus) Grégory Wathelet (Nevados S)                                                              |
| 2024    | Großbritannien Ben Maher (Dallas Vegas Batilly) Harry Charles (Romeo 88) Scott Brash (Jefferson)                                                             | Vereinigte Staaten Laura Kraut (Baloutinue) Karl Cook (Caracole de la Roque) McLain Ward (Ilex)                                                 | Frankreich Simon Delestre (I Amelusina R 51) Olivier Perreau (Dorai d'Aiguilly) Julien Epaillard (Dubai du Cedre)                                          |

### Vielseitigkeit Einzel
| Olympia | Gold                                        | Silber                                 | Bronze                                   |
| ------- | ------------------------------------------- | -------------------------------------- | ---------------------------------------- |
| 1912    | Axel Nordlander (Lady Artist)               | Harry von Rochow (Idealist)            | Jean Cariou (Cocotte)                    |
| 1920    | Helmer Mörner (Germania)                    | Åge Lundström (Ysra)                   | Ettore Caffaratti (Caniche)              |
| 1924    | Adolf van der Voort van Zijp (Silver Piece) | Frode Kirkebjerg (Meteor)              | Sloan Doak (Pathfinder)                  |
| 1928    | Charles Pahud de Mortanges (Marcroix)       | Gerard de Kruijff (Va-T'en)            | Bruno Neumann (Ilja)                     |
| 1932    | Charles Pahud de Mortanges (Marcroix)       | Earl Foster Thomson (Jenny Camp)       | Clarence von Rosen (Sunnyside Maid)      |
| 1936    | Ludwig Stubbendorff (Nurmi)                 | Earl Foster Thomson (Jenny Camp)       | Hans Lunding (Jason)                     |
| 1948    | Bernard Chevallier (Aiglonne)               | Frank Henry (Reiter) (Swing Low)       | Robert Selfelt (Claque)                  |
| 1952    | Hans von Blixen-Finecke jr. (Jubal)         | Guy Lefrant (Verdun)                   | Wilhelm Büsing (Hubertus)                |
| 1956    | Petrus Kastenman (Illuster)                 | August Lütke-Westhues (Trux von Kamax) | Francis Weldon (Kilbarry)                |
| 1960    | Lawrence Morgan (Salad Days)                | Neale Lavis (Mirrabooka)               | Anton Bühler (Gay Spark)                 |
| 1964    | Mauro Checcoli (Surbean)                    | Carlos Moratorio (Chalan)              | Fritz Ligges (Donkosak)                  |
| 1968    | Jean-Jacques Guyon (Pitou)                  | Derek Allhusen (Lochinvar)             | Michael Page (Foster)                    |
| 1972    | Richard Meade (Laurieston)                  | Alessandro Argenton (Woodland)         | Jan Jönsson (Sarajevo)                   |
| 1976    | Edmund Coffin (Bally-Cor)                   | John Michael Plumb (Better & Better)   | Karl Schultz (Madrigal)                  |
| 1980    | Federico Roman (Rossinan)                   | Alexander Blinow (Galzun)              | Juri Salnikow (Pinzet)                   |
| 1984    | Mark Todd (Charisma)                        | Karen Stives (Ben Arthur)              | Virginia Holgate (Priceless)             |
| 1988    | Mark Todd (Charisma)                        | Ian Stark (Sir Wattie)                 | Virginia Holgate-Leng (Master Craftsman) |
| 1992    | Matthew Ryan (Kibah Tic Toc)                | Herbert Blöcker (Feine Dame)           | Blyth Tait (Messiah)                     |
| 1996    | Blyth Tait (Ready Teddy)                    | Sally Clark (Squirrel Hill)            | Kerry Millikin (Out and About)           |
| 2000    | David O’Connor (Custom Made)                | Andrew Hoy (Swizzle In)                | Mark Todd (Eyespy II)                    |
| 2004    | Leslie Law (Shear L’Eau)                    | Kimberly Severson (Winsome Adante)     | Philippa Funnell (Primmore's Pride)      |
| 2008    | Hinrich Romeike (Marius)                    | Gina Miles (Mickinlaigh)               | Kristina Cook (Miners Frolic)            |
| 2012    | Michael Jung (Sam)                          | Sara Algotsson-Ostholt (Wega)          | Sandra Auffarth (Opgun Louvo)            |
| 2016    | Michael Jung (Sam)                          | Astier Nicolas (Piaf De B'Neville)     | Phillip Dutton (Mighty Nice)             |
| 2020    | Julia Krajewski (Amande de B'Neville)       | Tom McEwen (Toledo de Kerser)          | Andrew Hoy (Vassily de Lassos)           |
| 2024    | Michael Jung (Chipmunk FRH)                 | Christopher Burton (Shadow Man)        | Laura Collett (London 52)                |

### Vielseitigkeit Mannschaft
| Olympia | Gold | Silber | Bronze |
| ------- | --- | --- | --- |
| 1912    | Schweden Nils Adlercreutz (Atout) Ernst Casparsson (Irmelin) Henric Horn af Åminne (Omen) Axel Nordlander (Lady Artist)                                                              | Deutsches Reich Eduard von Lütcken (Blue Boy) Carl von Moers (May-Queen) Harry von Rochow (Idealist) Richard von Schaesberg-Tannheim (Grundsee)                          | Vereinigte Staaten Ephraim Graham (Connie) Guy Henry (Chriswell) Benjamin Lear (Poppy) Jack Montgomery (Deceive)                                                  |
| 1920    | Schweden Gustaf Dyrsch (Salamis) Åge Lundström (Ysra) Helmer Mörner (Germania) Georg von Braun (Diana)                                                                               | Italien Carlo Asinari (Savari) Giulio Cacciandra (Facetto) Ettore Caffaratti (Caniche) Garibaldi Spighi (Otello)                                                         | Belgien Jules Bonvalet (Weppelghem) Oswald Lints (Martha) Jacques Misonne (Gaucho) Roger Moeremans d’Emaüs (Sweet Girl)                                           |
| 1924    | Niederlande Antonius Colenbrander (King of Hearts) Gerard de Kruijff (Addio) Charles Pahud de Mortanges (Johnny Walker) Adolf van der Voort van Zijp (Silver Piece)                  | Schweden Gustaf Hagelin (Varius) Claës König (Bojar) Carl Gustaf Lewenhaupt (Canter) Torsten Sylvan (Anita)                                                              | Italien Alessandro Alvisi (Capiligio) Emanuele Beraudo di Pralormo (Mount Felix) Tommaso Lequio di Assaba (Torena) Alberto Lombardi (Pimpolo)                     |
| 1928    | Niederlande Charles Pahud de Mortanges (Marcroix) Gerard de Kruijff (Va-T'en) Adolf van der Voort van Zijp (Silver Piece)                                                            | Norwegen Wilhelm Eugen Johansen (Baby) Arthur Qvist (Hidalgo) Bjart Ording (And Over)                                                                                    | Polen Michał Antoniewicz (Moja Miła) Karol Rómmel (Doneuse) Józef Trenkwald (Lwi Pazur)                                                                           |
| 1932    | Vereinigte Staaten Edwin Argo (Honolulu Tomboy) Harry Chamberlin (Pleasant Smiles) Earl Foster Thomson (Jenny Camp)                                                                  | Niederlande Aernout van Lennep (Henk) Charles Pahud de Mortanges (Marcroix) Karel Schummelketel (Duiveltje)                                                              | – |
| 1936    | Deutsches Reich Rudolf Lippert (Fasan) Ludwig Stubbendorff (Nurmi) Konrad von Wangenheim (Kurfürst)                                                                                  | Polen Zdzisław Kawecki (Bambino) Seweryn Kulesza (Tósca) Henryk Roycewicz (Arlekin III)                                                                                  | Großbritannien Richard Fanshawe (Bowie Knife) Edward Howard-Vyse (Blue Steel) Alec Scott (Bob Clive)                                                              |
| 1948    | Vereinigte Staaten Charles Anderson (Reno Palisade) Earl Foster Thomson (Reno Rhythm) Frank Henry (Swing Low)                                                                        | Schweden Robert Selfelt (Claque) Olof Stahre (Komet) Sigurd Svensson (Dust)                                                                                              | Mexiko Raúl Campero (Tarahumara) Humberto Mariles (Parral) Joaquín Solano (Malinche)                                                                              |
| 1952    | Schweden Hans von Blixen-Finecke jr. (Jubal) Folke Frölén (Fair) Olof Stahre (Komet)                                                                                                 | BR Deutschland Wilhelm Büsing (Hubertus) Otto Rothe (Trux von Kamax) Klaus Wagner (Dachs)                                                                                | Vereinigte Staaten Charles Hough (Cassivellannus) Walter Staley (Craigwood Park) John Wofford (Benny Grimes)                                                      |
| 1956    | Großbritannien Albert Hill (Countryman III) Arthur Rook (Wild Venture) Francis Weldon (Kilbarry)                                                                                     | Deutschland August Lütke-Westhues (Trux von Kamax) Otto Rothe (Sissi) Klaus Wagner (Prinzeß)                                                                             | Kanada Jim Elder (Colleen) Brian Herbinson (Tara) John Rumble (Cilroy)                                                                                            |
| 1960    | Australien Neale Lavis (Mirrabooka) Lawrence Morgan (Salad Days) Bill Roycroft (Our Solo)                                                                                            | Schweiz Anton Bühler (Gay Spark) Rudolf Günthardt (Atbara) Hans Schwarzenbach (Burn Trout)                                                                               | Frankreich Jack Le Goff (Image) Guy Lefrant (Nicias) Jehan Le Roy (Garden)                                                                                        |
| 1964    | Italien Paolo Angioni (King) Mauro Checcoli (Surbean) Giuseppe Ravano (Royal Love)                                                                                                   | Vereinigte Staaten Kevin Freeman (Gallopade) Michael Page (Grasshopper) John Michael Plumb (Bold Minstrel)                                                               | Deutschland Horst Karsten (Condora) Fritz Ligges (Donkosak) Gerhard Schulz (Balza X)                                                                              |
| 1968    | Großbritannien Derek Allhusen (Lochinvar) Reuben Jones (The Poacher) Richard Meade (Cornishman V)                                                                                    | Vereinigte Staaten Michael Page (Foster) John Michael Plumb (Plain Sailing) James Wofford (Kilkenny)                                                                     | Australien Brian Cobcroft (Depeche) Wayne Roycroft (Schiwago) Bill Roycroft (Warrathoola)                                                                         |
| 1972    | Großbritannien Mary Gordon-Watson (Cornishman V) Richard Meade (Laurieston) Bridget Parker (Cornish Gold) Mark Phillips (Great Ovation)                                              | Vereinigte Staaten Bruce Davidson (Plain Sailing) Kevin Freeman (Good Mixture) John Michael Plumb (Free and Easy) James Wofford (Kilkenny)                               | BR Deutschland Lutz Goessing (Chicago) Horst Karsten (Sioux) Harry Klugmann (Christopher Robert) Karl Schultz (Pisco)                                             |
| 1976    | Vereinigte Staaten Edmund Coffin (Bally-Cor) Bruce Davidson (Irish-Cap) John Michael Plumb (Beter & Better) Mary Anne Tauskey (Marcus Aurelius)                                      | BR Deutschland Otto Ammermann (Volturno) Herbert Blöcker (Albrant) Helmut Rethemeier (Pauline) Karl Schultz (Madrigal)                                                   | Australien Mervyn Bennett (Regal Reign) Denis Pigott (Hillstead) Wayne Roycroft (Laurenson) Bill Roycroft (Version)                                               |
| 1980    | Sowjetunion Alexander Blinow (Galzun) Sergei Rogoschin (Gelespont) Juri Salnikow (Pinzet) Waleri Wolkow (Tschketi)                                                                   | Italien Anna Casagrande (Daleye) Mauro Roman (Dourakine 4) Federico Roman (Rossinan) Marina Sciocchetti (Rohan de Lechereo)                                              | Mexiko David Bárcena (Bombona) Manuel Mendívil (Remember) José Luis Pérez (Quelite) Fabián Vázquez (Cocaleco)                                                     |
| 1984    | Vereinigte Staaten Bruce Davidson (JJ Babu) Torrance Fleischmann (Finwarra) John Michael Plumb (Blue Stone) Karen Stives (Ben Arthur)                                                | Großbritannien Diana Clapham (Windjammer) Lucinda Green (Regal Realm) Virginia Holgate (Priceless) Ian Stark (Oxford Blue)                                               | BR Deutschland Claus Erhorn (Fair Lady) Dietmar Hogrefe (Foliant) Bettina Overesch (Peacetime) Burkhard Tesdorpf (Freedom)                                        |
| 1988    | BR Deutschland Matthias Baumann (Shamrock 11) Ralf Ehrenbrink (Uncle Todd) Claus Erhorn (Justyn Thyme) Thies Kaspareit (Sherry 42)                                                   | Großbritannien Virginia Holgate-Leng (Master Craftsman) Mark Phillips (Cartier) Ian Stark (Sir Wattie) Karen Straker-Dixon (Get Smart)                                   | Neuseeland Andrew Bennie (Grayshott) Margaret Knighton (Enterprise) Tinks Pottinger (Volunteer) Mark Todd (Charisma)                                              |
| 1992    | Australien David Green (Duncan II) Andrew Hoy (Kiwi) Gillian Rolton (Peppermint Grove) Matthew Ryan (Kibah Tic Toc)                                                                  | Neuseeland Victoria Latta (Chief) Andrew Nicholson (Spinning Rhombus) Blyth Tait (Messiah) Mark Todd (Welton Greylag)                                                    | Deutschland Matthias Baumann (Alabaster) Herbert Blöcker (Feine Dame) Ralf Ehrenbrink (Kildare II) Cord Mysegaes (Ricardo)                                        |
| 1996    | Australien Phillip Dutton (True Blue Girdwood) Andrew Hoy (Darien Powers) Gillian Rolton (Peppermint Grove) Wendy Schaeffer (Sunburst)                                               | Vereinigte Staaten Bruce Davidson (Heyday) Jill Henneberg (Nirvana) David O’Connor (Giltedge) Karen O’Connor (Biko)                                                      | Neuseeland Victoria Latta (Broadcast News) Vaughn Jefferis (Bounce) Andrew Nicholson (Jägermeister II) Blyth Tait (Chesterfield)                                  |
| 2000    | Australien Phillip Dutton (House Doctor) Andrew Hoy (Darien Powers) Matthew Ryan (Kibah Sandstone) Stuart Tinney (Jeepster)                                                          | Großbritannien Jeanette Brakewell (Over to You) Philippa Funnell (Supreme Rock) Leslie Law (Shear L’Eau) Ian Stark (Jaybee)                                              | Vereinigte Staaten Nina Fout (3 Magic Beans) David O’Connor (Giltedge) Karen O’Connor (Prince Panache) Linden Wiesman (Anderoo)                                   |
| 2004    | Frankreich Arnaud Boiteau (Expo du Moulin) Didier Courrèges (Débat d'Estruval) Cédric Lyard (Fine Merveille) Jean Teulère (Espoir de la Mière) Nicolas Touzaint (Galan de Sauvagère) | Großbritannien Jeanette Brakewell (Over to You) William Fox-Pitt (Tamarillo) Philippa Funnell (Primmore's Pride) Mary King (King Solomon III) Leslie Law (Shear L’Eau)   | Vereinigte Staaten Darren Chiacchia (Windfall II) Julie Richards (Jacob Two Two) Kimberly Severson (Winsome Adante) Amy Tryon (Poggio II) John Williams (Carrick) |
| 2008    | Deutschland Peter Thomsen (The Ghost of Hamish) Frank Ostholt (Mr. Medicott) Andreas Dibowski (Butts Leon) Ingrid Klimke (Abraxxas) Hinrich Romeike (Marius)                         | Australien Shane Rose (All Luck) Sonja Johnson (Ringwould Jaguar) Lucinda Fredericks (Headley Britannia) Clayton Fredericks (Ben Along Time) Megan Jones (Irish Jester)  | Großbritannien Sharon Hunt (Takers Town) Daisy Dick (Spring Along) William Fox-Pitt (Parkmore Ed) Kristina Cook (Miners Frolic) Mary King (Call Again Cavalier)   |
| 2012    | Deutschland Peter Thomsen (Barny) Dirk Schrade (King Artus) Ingrid Klimke (Butts Abraxxas) Sandra Auffarth (Opgun Louvo) Michael Jung (Sam)                                          | Großbritannien Mary King (Imperial Cavalier) Nicola Wilson (Opposition Buzz) Zara Phillips (High Kingdom) Kristina Cook (Miners Frolic) William Fox-Pitt (Cool Mountain) | Neuseeland Jonelle Richards (Flintstar) Caroline Powell (Lenamore) Andrew Nicholson (Nereo) Jonathan Paget (Clifton Promise) Mark Todd (Campino)                  |
| 2016    | Frankreich Karim Florent Laghouag (Entebbe) Thibaut Vallette (Qing du Briot) Mathieu Lemoine (Bart L) Astier Nicolas (Piaf de B'Neville)                                             | Deutschland Julia Krajewski (Samourai du Thot) Sandra Auffarth (Opgun Louvo) Ingrid Klimke (Hale Bob OLD) Michael Jung (Sam)                                             | Australien Shane Rose (CP Qualified) Stuart Tinney (Pluto Mio) Sam Griffiths (Paulank Brockagh) Christopher Burton (Santano II)                                   |
| 2020    | Großbritannien Laura Collett (London 52) Tom McEwen (Toledo de Kerser) Oliver Townend (Ballaghmore Class)                                                                            | Australien Kevin McNab (Don Quidam) Andrew Hoy (Vassily de Lassos) Shane Rose (Virgil)                                                                                   | Frankreich Nicolas Touzaint (Absolut Gold) Karim Florent Laghouag (Triton Fontaine) Christopher Six (Totem de Brecey)                                             |
| 2024    | Großbritannien Rosalind Canter (Lordships Graffalo) Tom McEwen (JL Dublin) Laura Collett (London 52)                                                                                 | Frankreich Nicolas Touzaint (Diabolo Menthe) Karim Florent Laghouag (Triton Fontaine) Stephane Landois (Chamon Dumontceau)                                               | Japan Kazuma Tomoto (Vinci de la Vigne) Yoshiaki Ōiwa (MGH Grafton Street) Ryūzō Kitajima (Cekatinka) Toshijuki Tanaka (Jefferson)                                |

## Ehemalige Wettbewerbe
Nicht mehr ausgetragen werden
- Hochspringen (nur 1900)
- Weitspringen (nur 1900)
- Kunstreiten Einzel und Mannschaft (nur 1920)

### Hochspringen
| Olympia | Gold                                                      | Silber | Bronze                         |
| ------- | --------------------------------------------------------- | ------ | ------------------------------ |
| 1900    | Dominique Gardères (Canéla) Giangiorgio Trissino (Oreste) | –      | Georges van der Poele (Ludlow) |

### Weitspringen
| Olympia | Gold                                  | Silber                        | Bronze                     |
| ------- | ------------------------------------- | ----------------------------- | -------------------------- |
| 1900    | Constant van Langhendonck (Extra Dry) | Giangiorgio Trissino (Oreste) | Jacques de Prunelé (Tolla) |

### Kunstreiten Einzel
| Olympia | Gold             | Silber        | Bronze      |
| ------- | ---------------- | ------------- | ----------- |
| 1920    | Daniël Bouckaert | Charles Field | Louis Finet |

### Kunstreiten Mannschaft
| Olympia | Gold                                                   | Silber                                     | Bronze                                              |
| ------- | ------------------------------------------------------ | ------------------------------------------ | --------------------------------------------------- |
| 1920    | Belgien Daniël Bouckaert Louis Finet Maurice Van Ranst | Frankreich ? Cauchy Charles Field ? Salins | Schweden Carl Green Anders Mårtensson Oskar Nilsson |

## Die erfolgreichsten Teilnehmer
Die nachfolgenden Tabellen bilden den Stand der Ergebnisse bei Olympia bis 6. August 2024 ab
- Platz: Gibt die Reihenfolge der Athleten wieder. Diese wird durch die Anzahl der Goldmedaillen bestimmt. Bei gleicher Anzahl werden die Silbermedaillen verglichen, danach die Bronzemedaillen.
- Name: Nennt den Namen des Athleten.
- Land: Nennt das Land, für das der Athlet startete. Bei einem Wechsel der Nationalität wird das Land genannt, für das der Athlet die letzte Medaille erzielte.
- Von: Das Jahr, in dem der Athlet die erste olympische Medaille gewonnen hat.
- Bis: Das Jahr, in dem der Athlet die letzte olympische Medaille gewonnen hat.
- Gold: Nennt die Anzahl der gewonnenen Goldmedaillen.
- Silber: Nennt die Anzahl der gewonnenen Silbermedaillen.
- Bronze: Nennt die Anzahl der gewonnenen Bronzemedaillen.
- Gesamt: Nennt die Anzahl aller gewonnenen Medaillen.

| Platz | Name                               | Land                             | Von  | Bis  | Gold | Silber | Bronze | Gesamt |
| ----- | ---------------------------------- | -------------------------------- | ---- | ---- | ---- | ------ | ------ | ------ |
| 1     | Isabell Werth                      | Deutschland                      | 1992 | 2024 | 8    | 6      | 0      | 14     |
| 2     | Reiner Klimke                      | Deutschland / BR Deutschland     | 1964 | 1988 | 6    | 0      | 2      | 8      |
| 3     | Hans Günter Winkler                | / Deutschland / BR Deutschland   | 1956 | 1976 | 5    | 1      | 1      | 7      |
| 4     | Michael Jung                       | Deutschland                      | 2012 | 2024 | 4    | 1      | 0      | 5      |
| 4     | Charles Pahud de Mortanges         | Niederlande                      | 1924 | 1932 | 4    | 1      | 0      | 5      |
| 6     | Ludger Beerbaum                    | Deutschland                      | 1988 | 2016 | 4    | 0      | 1      | 5      |
| 7     | Jessica von Bredow-Werndl          | Deutschland                      | 2020 | 2024 | 4    | 0      | 0      | 4      |
| 7     | Henri Saint Cyr                    | Schweden                         | 1952 | 1956 | 4    | 0      | 0      | 4      |
| 7     | Nicole Uphoff                      | Deutschland                      | 1988 | 1992 | 4    | 0      | 0      | 4      |
| 10    | Anky van Grunsven                  | Niederlande                      | 1996 | 2012 | 3    | 5      | 1      | 9      |
| 11    | Andrew Hoy                         | Australien                       | 1992 | 2020 | 3    | 2      | 1      | 6      |
| 12    | Charlotte Dujardin                 | Großbritannien                   | 2012 | 2020 | 3    | 1      | 2      | 6      |
| 13    | Ben Maher                          | Großbritannien                   | 2012 | 2024 | 3    | 0      | 0      | 3      |
| 13    | Richard Meade                      | Großbritannien                   | 1968 | 1972 | 3    | 0      | 0      | 3      |
| 13    | Matthew Ryan                       | Australien                       | 1992 | 2000 | 3    | 0      | 0      | 3      |
| 13    | Monica Theodorescu                 | Deutschland                      | 1988 | 1996 | 3    | 0      | 0      | 3      |
| 13    | Adolf van der Voort van Zijp       | Niederlande                      | 1924 | 1928 | 3    | 0      | 0      | 3      |
| 18    | McLain Ward                        | Vereinigte Staaten               | 2004 | 2024 | 2    | 3      | 0      | 5      |
| 19    | Josef Neckermann                   | Deutschland / Deutschland        | 1960 | 1972 | 2    | 2      | 2      | 6      |
| 20    | André Jousseaume                   | Frankreich                       | 1932 | 1952 | 2    | 2      | 1      | 5      |
| 20    | Liselott Linsenhoff                | / Deutschland / / BR Deutschland | 1956 | 1972 | 2    | 2      | 1      | 5      |
| 22    | Harry Boldt                        | Deutschland / / BR Deutschland   | 1964 | 1976 | 2    | 2      | 0      | 4      |
| 22    | Bruce Davidson                     | Vereinigte Staaten               | 1972 | 1996 | 2    | 2      | 0      | 4      |
| 22    | Pierre Jonquères d’Oriola          | Frankreich                       | 1952 | 1968 | 2    | 2      | 0      | 4      |
| 22    | Earl Foster Thomson                | Vereinigte Staaten               | 1932 | 1952 | 2    | 2      | 0      | 4      |
| 26    | Mark Todd                          | Neuseeland                       | 1984 | 2012 | 2    | 1      | 3      | 6      |
| 27    | Gustaf Adolf Boltenstern jr.       | Schweden                         | 1932 | 1956 | 2    | 1      | 1      | 4      |
| 27    | Iwan Kisimow                       | Sowjetunion                      | 1964 | 1972 | 2    | 1      | 1      | 4      |
| 27    | Ulla Salzgeber                     | Deutschland                      | 2000 | 2004 | 2    | 1      | 1      | 4      |
| 27    | Alwin Schockemöhle                 | Deutschland / BR Deutschland     | 1960 | 1976 | 2    | 1      | 1      | 4      |
| 31    | Joe Fargis                         | Vereinigte Staaten               | 1984 | 1988 | 2    | 1      | 0      | 3      |
| 31    | Ingrid Klimke                      | Deutschland                      | 2008 | 2012 | 2    | 1      | 0      | 3      |
| 31    | Gerard de Kruijff                  | Niederlande                      | 1924 | 1928 | 2    | 1      | 0      | 3      |
| 31    | Åge Lundström                      | Schweden                         | 1920 | 1924 | 2    | 1      | 0      | 3      |
| 31    | Dorothee Schneider                 | Deutschland                      | 2012 | 2020 | 2    | 1      | 0      | 3      |
| 36    | Fritz Thiedemann                   | BR Deutschland / Deutschland     | 1952 | 1960 | 2    | 0      | 2      | 4      |
| 37    | Klaus Balkenhol                    | Deutschland                      | 1992 | 1996 | 2    | 0      | 1      | 3      |
| 37    | Phillip Dutton                     | Australien/ Vereinigte Staaten   | 1996 | 2000 | 2    | 0      | 1      | 3      |
| 37    | Heike Kemmer                       | Deutschland                      | 2004 | 2008 | 2    | 0      | 1      | 3      |
| 37    | Xavier Lesage                      | Frankreich                       | 1924 | 1932 | 2    | 0      | 1      | 3      |
| 37    | Humberto Mariles                   | Mexiko                           | 1948 | 1948 | 2    | 0      | 1      | 3      |
| 37    | Heinz Pollay                       | Deutsches Reich / BR Deutschland | 1936 | 1952 | 2    | 0      | 1      | 3      |
| 37    | Hans von Rosen                     | Schweden                         | 1912 | 1920 | 2    | 0      | 1      | 3      |
| 37    | Franke Sloothaak                   | Deutschland                      | 1984 | 1996 | 2    | 0      | 1      | 3      |
| 45    | Hans von Blixen-Finecke jr.        | Schweden                         | 1952 | 1952 | 2    | 0      | 0      | 2      |
| 45    | Daniël Bouckaert                   | Belgien                          | 1920 | 1920 | 2    | 0      | 0      | 2      |
| 45    | Scott Brash                        | Vereinigtes Königreich           | 2012 | 2024 | 2    | 0      | 0      | 2      |
| 45    | Mauro Checcoli                     | Italien                          | 1964 | 1964 | 2    | 0      | 0      | 2      |
| 45    | Edmund Coffin                      | Vereinigte Staaten               | 1976 | 1976 | 2    | 0      | 0      | 2      |
| 45    | Kurt Hasse                         | Deutsches Reich                  | 1936 | 1936 | 2    | 0      | 0      | 2      |
| 45    | Ulrich Kirchhoff                   | Deutschland                      | 1996 | 1996 | 2    | 0      | 0      | 2      |
| 45    | Carl-Friedrich Freiherr von Langen | Deutsches Reich                  | 1928 | 1928 | 2    | 0      | 0      | 2      |
| 45    | Lawrence Morgan                    | Australien                       | 1960 | 1960 | 2    | 0      | 0      | 2      |
| 45    | Helmer Mörner                      | Schweden                         | 1920 | 1920 | 2    | 0      | 0      | 2      |
| 45    | Lars Nieberg                       | Deutschland                      | 1996 | 2000 | 2    | 0      | 0      | 2      |
| 45    | Axel Nordlander                    | Schweden                         | 1912 | 1912 | 2    | 0      | 0      | 2      |
| 45    | Gehnäll Persson                    | Schweden                         | 1952 | 1956 | 2    | 0      | 0      | 2      |
| 45    | Gillian Rolton                     | Australien                       | 1992 | 1996 | 2    | 0      | 0      | 2      |
| 45    | Hinrich Romeike                    | Deutschland                      | 2008 | 2008 | 2    | 0      | 0      | 2      |
| 45    | Martin Schaudt                     | Deutschland                      | 1996 | 2004 | 2    | 0      | 0      | 2      |
| 45    | Nick Skelton                       | Großbritannien                   | 2012 | 2016 | 2    | 0      | 0      | 2      |
| 45    | Ludwig Stubbendorff                | Deutsches Reich                  | 1936 | 1936 | 2    | 0      | 0      | 2      |
| 45    | Peter Thomsen                      | Deutschland                      | 2008 | 2012 | 2    | 0      | 0      | 2      |

### Top 5 Dressur
| Platz | Name                      | Land                         | Von  | Bis  | Gold | Silber | Bronze | Gesamt |
| ----- | ------------------------- | ---------------------------- | ---- | ---- | ---- | ------ | ------ | ------ |
| 1     | Isabell Werth             | Deutschland                  | 1992 | 2024 | 8    | 6      | 0      | 14     |
| 2     | Reiner Klimke             | Deutschland / BR Deutschland | 1964 | 1988 | 6    | 0      | 2      | 8      |
| 3     | Jessica von Bredow-Werndl | Deutschland                  | 2020 | 2024 | 4    | 0      | 0      | 4      |
| 3     | Henri Saint Cyr           | Schweden                     | 1952 | 1956 | 4    | 0      | 0      | 4      |
| 3     | Nicole Uphoff             | Deutschland                  | 1988 | 1992 | 4    | 0      | 0      | 4      |

### Top 5 Springreiten
| Platz | Name                | Land                           | Von  | Bis  | Gold | Silber | Bronze | Gesamt |
| ----- | ------------------- | ------------------------------ | ---- | ---- | ---- | ------ | ------ | ------ |
| 1     | Hans Günter Winkler | / Deutschland / BR Deutschland | 1956 | 1976 | 5    | 1      | 1      | 7      |
| 2     | Ludger Beerbaum     | Deutschland                    | 1988 | 2016 | 4    | 0      | 1      | 5      |
| 3     | Ben Maher           | Vereinigtes Königreich         | 2012 | 2024 | 3    | 0      | 0      | 3      |
| 4     | McLain Ward         | Vereinigte Staaten             | 2004 | 2024 | 2    | 3      | 0      | 5      |
| 5     | André Jousseaume    | Frankreich                     | 1932 | 1952 | 2    | 2      | 1      | 5      |

### Top 5 Vielseitigkeit
| Platz | Name                         | Land           | Von  | Bis  | Gold | Silber | Bronze | Gesamt |
| ----- | ---------------------------- | -------------- | ---- | ---- | ---- | ------ | ------ | ------ |
| 1     | Michael Jung                 | Deutschland    | 2012 | 2024 | 4    | 1      | 0      | 5      |
| 1     | Charles Pahud de Mortanges   | Niederlande    | 1924 | 1932 | 4    | 1      | 0      | 5      |
| 3     | Andrew Hoy                   | Australien     | 1992 | 2020 | 3    | 2      | 1      | 6      |
| 4     | Richard Meade                | Großbritannien | 1968 | 1972 | 3    | 0      | 0      | 3      |
| 4     | Matthew Ryan                 | Australien     | 1992 | 2000 | 3    | 0      | 0      | 3      |
| 4     | Adolf van der Voort van Zijp | Niederlande    | 1924 | 1928 | 3    | 0      | 0      | 3      |

## Nationenwertung
Die nachfolgenden Tabelle bildet den Stand der Ergebnisse bei Olympia bis 6. August 2024 ab
| Platz | Land               | Gold | Silber | Bronze | Gesamt |
| ----- | ------------------ | ---- | ------ | ------ | ------ |
| 1     | Deutschland        | 48   | 25     | 27     | 100    |
| 2     | Schweden           | 18   | 13     | 14     | 45     |
| 3     | Großbritannien     | 15   | 12     | 18     | 45     |
| 4     | Frankreich         | 14   | 14     | 12     | 40     |
| 5     | Vereinigte Staaten | 11   | 24     | 20     | 55     |
| 6     | Niederlande        | 10   | 13     | 5      | 28     |
| 7     | Italien            | 7    | 9      | 7      | 23     |
| 8     | Sowjetunion        | 6    | 5      | 4      | 15     |
| 8     | Australien         | 6    | 5      | 4      | 15     |
| 10    | Schweiz            | 5    | 11     | 8      | 24     |
| 11    | Belgien            | 4    | 2      | 7      | 13     |
| 12    | Neuseeland         | 3    | 2      | 5      | 10     |
| 13    | Kanada             | 2    | 2      | 3      | 7      |
| 14    | Mexiko             | 2    | 1      | 4      | 7      |
| 15    | Polen              | 1    | 3      | 2      | 6      |
| 16    | Spanien            | 1    | 2      | 1      | 4      |
| 17    | Österreich         | 1    | 1      | 1      | 3      |
| 18    | Brasilien          | 1    | 0      | 2      | 3      |
| 19    | Japan              | 1    | 0      | 1      | 2      |
| 20    | Tschechoslowakei   | 1    | 0      | 0      | 1      |
| 21    | Dänemark           | 0    | 5      | 2      | 7      |
| 22    | Chile              | 0    | 2      | 0      | 2      |
| 23    | Rumänien           | 0    | 1      | 1      | 2      |
| 24    | Argentinien        | 0    | 1      | 0      | 1      |
| 24    | Bulgarien          | 0    | 1      | 0      | 1      |
| 24    | Norwegen           | 0    | 1      | 0      | 1      |
| 27    | Portugal           | 0    | 0      | 3      | 3      |
| 28    | Saudi-Arabien      | 0    | 0      | 2      | 2      |
| 29    | Ungarn             | 0    | 0      | 1      | 1      |
| 29    | Irland             | 0    | 0      | 1      | 1      |